# ما وراء الأفق الأزرق (فلم)
ما وراء الأفق الأزرق (بالإنجليزية: Beyond the Blue Horizon) هو فيلم أبيض وأسود مغامرات أمريكي إنتاج عام 1942 أخرجه ألفريد سانتيل وكتبه فرانك باتلر. الفيلم من بطولة دوروثي لامور وريتشارد دينينغ وجاك هالي وباتريشيا موريسون ووالتر أبيل وهيلين جيلبرت وإليزابيث باترسون. تم إصدار الفيلم في 25 يونيو 1942 بواسطة شركة باراماونت بيكتشرز.

## ملخص الفيلم
تفاجأ مروض أسد السيرك جاكرا وصحفي سكويدج عندما يسمعون عن تاما ، وهي امرأة جميلة من مالايا قد تكون الوريثة الشرعية لثروة عائلة أمريكية، للعثور على دليل على هذا الادعاء، ذهب جاكرا وصديقته مع سكويدج وطرف آخر مهتم الأستاذ ثورنتون إلى غابة الملايو حيث نشأت تاما. هناك يرون نمرها الذي يمكنه السباحة، ويسمعون حكايات الفيل القاتل المسؤول عن العديد من الوفيات.
السكان الأصليون الذين يتوقعون الثروات ينقلبون ضد الزوار، لكن نمر تاما ينقذهم. يكتشفون الوثائق التي تثبت أن تاما هي الوريث الشرعي للثروة ، ثم تهرب من الفيل الهائج الذي يغرق في النهاية من جرف حتى موته.

## طاقم التمثيل

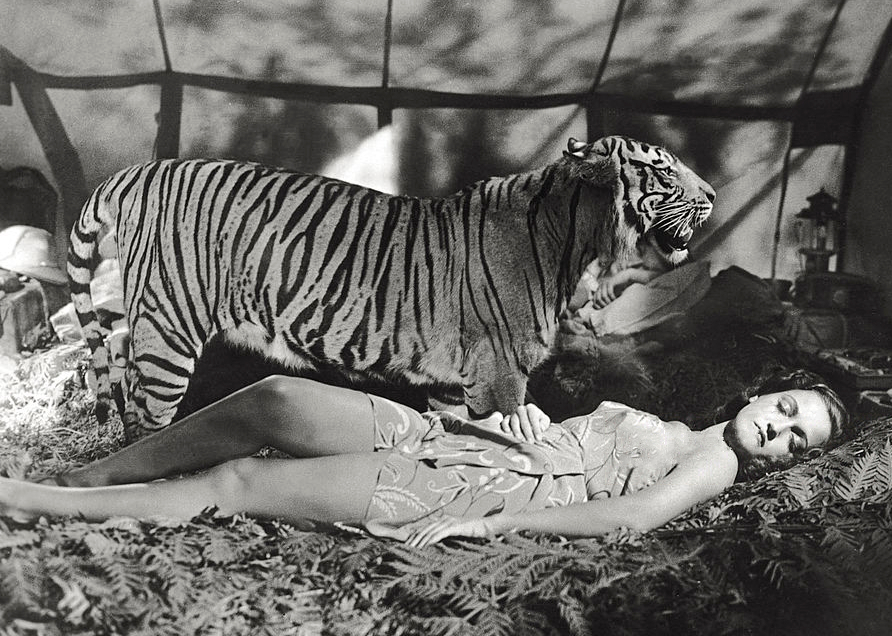
دوروثي لامور في ما وراء الأفق الأزرق

- دوروثي لامور بدور تاما
- ريتشارد دينينج بدور جاكرا الرائع
- جاك هالي بدور سكويدج سوليفان
- باتريشيا موريسون بدور سيلفيا
- والتر آبل بدور البروفيسور ثورنتون
- هيلين جيلبرت بدور كارول
- إليزابيث باترسون بدور السيدة دالي
- إدوارد فيلدينج بدور القاضي تشيس
- جيرالد أوليفر سميث بدور تشادويك
- فرانك رايشر بدور سنيث
- أبنر بيبرمان بدور لاوا
- تشارلز ستيفنز بدور باناو
- تشارلز كين بدور بروديريك
- ويليام تيلاك بدور ويليز
- جوجو بدور جوجو
- إينيس بالانج بدور الممرضة المحلية

## روابط خارجية
- Beyond the Blue Horizon  في قاعدة بيانات الأفلام على الإنترنت (بالإنجليزية)